# Harpunen fra Tude Å
Harpunen fra Tude Å er en harpun i hjortetak fra stenalderen, som blev fundet i Tude Å ved Munke Bjergby nord for Sorø på Vestsjælland i 1969.
Harpunen blev fundet i et tørvelag i bunden af åen af telefonmontør Svend Kristensen en vinterdag, da han gik tur.
Det er den eneste bevarede, udsmykkede harpun fra stenalderen i Danmark. Harpunen er særlig, da den er dekoreret med et indskåret trekantmønster af samme type, som kendes fra en økse fundet i Værebro Å. Undersøgelser har vist, at harpunen er skabt af et større stykke værktøj, sandsynligvis en økse, som er gået i stykker, hvorefter man har tilvirket resterne.
Den er dateret til omkring 6000 f.v.t. ved overgangen mellem kongemosekulturen og ertebøllekulturen.
En harpun med to rækker modhager blev fundet på Langevadbro i 1941.